# Хвошно (Ленинградская область)
Хвошно — деревня в Володарском сельском поселении Лужского района Ленинградской области.

## История
Впервые упоминается в писцовых книгах Шелонской пятины 1498 года, как несколько деревень Хвощно у озера Хвошенского или Святейского, во Фроловском погосте Новгородского уезда.
На карте Санкт-Петербургской губернии Ф. Ф. Шуберта 1834 года, у озера Святейского обозначена деревня Хвошня, состоящая из 25 крестьянских дворов и при ней усадьба Воскресенская, а также ещё одна деревня Хвошня и деревня Малая Хвошня.

МАЛОЕ ХВОШНЯ — деревня принадлежит полковнику Бакунину, число жителей по ревизии: 16 м. п., 18 ж. п.

БОЛЬШОЕ ХВОШНЯ — деревня принадлежит гвардии поручику Семёну Спицыну, число жителей по ревизии: 33 м. п., 34 ж. п.

генерал-майору Мирковичу, число жителей по ревизии: 8 м. п., 9 ж. п.

титулярному советнику Навроцкому, число жителей по ревизии: 37 м. п., 35 ж. п. (1838 год)

Деревни Хвошня и Малая Хвошня из 25 дворов, отмечены на карте профессора С. С. Куторги 1852 года.

БОЛЬШОЕ КВОШНЕ — деревня господина Спицына, по просёлочной дороге, число дворов — 23, число душ — 116 м. п. (1856 год)

ХВОШНО МАЛОЕ — мыза владельческая при озере Хвошенском, число дворов — 1, число жителей: 17 м. п., 12 ж. п.

ХВОШНО БОЛЬШОЕ — деревня владельческая при озере Хвошенском, число дворов — 28, число жителей: 93 м. п., 102 ж. п.(1862 год)

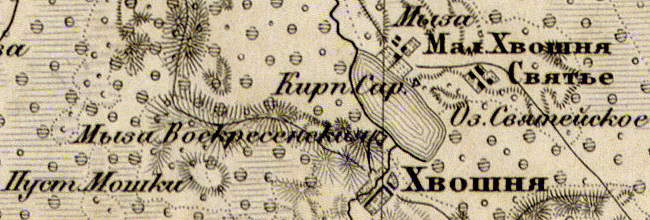
Деревня Хвошно на карте 1863 года

Согласно карте из «Исторического атласа Санкт-Петербургской Губернии» 1863 года деревня называлась Хвошня, близ деревни находилась Мыза Воскресенская.
В 1865 году временнообязанные крестьяне деревни Хвошня выкупили свои земельные наделы у Ф. Я. Мирковича и стали собственниками земли.
В 1869—1870 годах временнообязанные крестьяне  выкупили свои земельные наделы у Н. И. Навроцкого.
Сборник Центрального статистического комитета описывал её так:

ХВОШНЕ (ХВОШНО) — село бывшее владельческая при озере Хвощенском, дворов — 48, жителей — 235; церковь православная, часовня, 2 ветряных мельницы. (1885 год)

Согласно материалам по статистике народного хозяйства Лужского уезда 1891 года, мыза Большая Хвошня площадью 227 десятин принадлежала мещанину П. В. Нахтману, мыза была приобретена в 1879 году за 4750 рублей, в ней была водяная мельница и небольшой фруктовый сад. Кроме того, усадьба Хвошня принадлежала капитану 1-го ранга Петру Ивановичу Спицыну, усадьба была приобретена до 1868 года.
В XIX веке деревня административно относилась к Подмошской волости 6-го земского участка 2-го стана Лужского уезда Санкт-Петербургской губернии, в начале XX века — 4-го стана.
По данным «Памятной книжки Санкт-Петербургской губернии» за 1905 год село Хвошно (Хвошня) при озере Хвощенском входило в Хвощенское сельское общество, 231 десятина земли в селе принадлежала подполковнику Константину Ивановичу Синицыну.
С 1917 по 1928 год деревня находилась в составе Хвощновского сельсовета Подмошской (1917—1923), Турской (1923—1927) и Уторгошской (1927) волостей Лужского уезда.
С ноября 1928 года — в составе Конезерского сельсовета Лужского района. В 1928 году население деревни составляло 245 человек.
По данным 1933 года деревня Хвошно входила в состав Конезерского сельсовета Лужского района.
C 1 августа 1941 года по 31 января 1944 года деревня находилась в оккупации.
В 1958 году население деревни составляло 48 человек.
По данным 1966 года деревня Хвошно входила в состав Городецкого сельсовета.
По данным 1973 и 1990 годов деревня Хвошно входила в состав Володарского сельсовета.
По данным 1997 года деревня называлась Хвошино, относилась к Володарской волости, в ней проживали 9 человек, в 2002 году — 7 человек (все русские).
В 2007 году в деревне Хвошно Володарского СП проживали 10 человек.

## География
Деревня расположена в южной части района на автодороге Конезерье — Хвошно, к югу от автодороги 41К-685 (Конезерье — Святьё).
Расстояние до административного центра поселения — 7 км.
Расстояние до ближайшей железнодорожной станции Луга — 33 км.
Деревня находится на южном берегу Святейского озера.

## Демография
| 1838 | 1862 | 1885 | 1928 | 1958 | 1997 | 2007 |
| ---- | ---- | ---- | ---- | ---- | ---- | ---- |
| 190  | ↗195 | ↗235 | ↗245 | ↘48  | ↘9   | ↗10  |
| 2010 | 2017 |      |      |      |      |      |
| ↗13  | ↘9   |      |      |      |      |      |